# Цвиренко, Алевтина Ивановна
Алевтина Ивановна Цвиренко (род. 17 января 1943) — советский и российский тренер по скалолазанию. Заслуженный тренер России, почётный гражданин города Миасса.

## Биография
Алевтина Цвиренко родилась 17 января 1943 года. В 1967 году окончила механико-математический факультет Томского государственного университета им. В. В. Куйбышева. По распределению переехала в город Миасс, работала инженером в Миасском электро-механическом научно-исследовательском институте.
В юности занималась лыжами, коньками, стрельбой, затем занялась альпинизмом. Получила звание мастера спорта по альпинизму и по скалолазанию. Неоднократно становилась чемпионкой Томской области по скалолазанию. Совершила 55 восхождений. Покорила Пик Ленина, а также горы Тянь-Шаня, Памира и Кавказа.
С 1986 года работает в Миассе детским тренером по скалолазанию. В 1987 году окончила школу детских тренеров Ю. В. Смирнова в Ленинграде. С 1992 года работает тренером в Центре детско-юношеского туризма и краеведения. С 2006 года — председатель Федерации скалолазания Челябинской области.
Возглавляемый Алевтиной Цвиренко тренерский коллектив спортивного отделения скалолазания подготовил 13 мастеров и 56 кандидатов в мастера спорта. Среди воспитанников Алевтины Цвиренко чемпионы и призёры российских и международных соревнований Ксения Алексеева, Оксана Иващенко, Алексей Гадеев, Динара Усманова, Сергей Абдрахманов, Екатерина Иващенко, Олеся Саулевич, Вячеслав Михайлович Горелов.

## Награды
- Заслуженный тренер России (2005)[4]
- Премия Законодательного собрания Челябинской области (2005)[4]
- Почётный гражданин города Миасса (2008)[4]